# Blast Tyrant
Albums de Clutch
Pure Rock Fury
(2001) Robot Hive/Exodus
(2005)
Blast Tyrant est le sixième album du groupe américain de stoner rock Clutch, publié le 23 mars 2004, par DRT Entertainment.

## Liste des chansons
Toutes les chansons sont écrites et composées par Clutch.
| No  | Titre                                  | Durée |
| --- | -------------------------------------- | ----- |
| 1.  | Mercury                                | 3:00  |
| 2.  | Profits of Doom                        | 3:12  |
| 3.  | The Mob Goes Wild                      | 3:32  |
| 4.  | Cypress Grove                          | 2:45  |
| 5.  | Promoter (of Earthbound Causes)        | 3:14  |
| 6.  | The Regulator                          | 5:25  |
| 7.  | Worm Drink                             | 3:13  |
| 8.  | Army of Bono                           | 4:36  |
| 9.  | Spleen Merchant                        | 2:38  |
| 10. | (In the Wake of) The Swollen Goat      | 3:01  |
| 11. | Weathermaker                           | 0:47  |
| 12. | Subtle Hustle                          | 2:46  |
| 13. | Ghost                                  | 4:37  |
| 14. | (Notes from the Trial of) La Curandera | 5:49  |
| 15. | WYSIWYG                                | 5:49  |